# 陳曉晴
陳曉晴（英文名：Rachel Chan，1989年8月11日—），香港女演員、司儀及模特兒，為2014年度中華才藝小姐決賽佳麗之一，曾獲第八屆 I.T. Image Girl 最上鏡小姐及社會親善大使。生于香港，中學就讀賽馬會體藝中學，大學時於英國約克大學主修心理學學士，回港後於國際學校當老師，其後於香港理工大學修讀翻譯與傳譯文學碩士。 2015年，曾報名參選2015年度香港小姐競選，但未能入圍最後12強。
2017年，陳曉晴創立舞蹈武術女子組合「炫風少女」。
她同時也是《星島日報》節目「星島申訴王」的記者之一。

## 廣告
- 2011年：Freeing HK 逃出香港 - 真人密室逃脫遊戲
- 2014年：第五屆全港運動會
- 2015年：動品牌大獎- 動靜皆宜 玩轉郵輪假期

## 電影
- 2014年：最後一枝蠟筆
- 2015年：PUBLIC EXECUTION OF JASMINE H.
- 2015年：死亡之舞
- 2015年：O2O
- 2015年：少女打擂台
- 2016年：一拳青春

## MV
- 2015年：隱形指南針 (兒童電影主題曲)

## 戲劇
- 2015：Shakespeare in the Port

## 節目主持
- 2015‭年：‬HBO US Documentary Personal‭ ‬Interview‭ (‬English‭)‬

## 外部連結
- 陳曉晴的Instagram帳戶